# Stargirl (Fernsehserie)
Stargirl ist eine US-amerikanische Science-Fiction-Fernsehserie, die auf der gleichnamigen Figur von DC Comics basiert und seit dem 18. Mai 2020 auf der Streaming-Plattform DC Universe erscheint. Die Serie wurde von Geoff Johns, dem Schöpfer von Stargirl, gemeinsam mit Greg Berlanti und Sarah Schechter entwickelt und wird von Warner Bros. Television sowie Berlanti Television produziert. Sie ist Teil des Arrowverse, spielt aber nicht wie alle anderen Serien auf Earth Prime, sondern auf Erde 2.
Im Oktober 2022 wurde das Ende der Serie nach drei Staffeln bekanntgegeben. Die Ausstrahlung des Serienfinales fand am 7. Dezember 2022 statt.

## Handlung
Die Highschool-Schülerin Courtney Whitmore zieht mit ihrer Familie von Kalifornien nach Blue Valley in Nebraska. Sie entdeckt den kosmischen Stab des – offenbar 10 Jahre zuvor zusammen mit der gesamten Justice Society of America (JSA) getöteten – Starman und wird zu Stargirl. Unterstützt von ihrem Stiefvater Pat Dugan, der zuvor Starmans Sidekick Stripesy war, versucht Courtney eine neue Version der JSA zu erschaffen und schon bald bekommt sie es mit deren bösem Gegenstück, der ISA (Injustice Society of America), zu tun.
In der zweiten Staffel treten Courtney und die JSA gegen zwei mächtige, aus der Schattenwelt stammende Gegner an: The Shade und Eclipso.
Die dritte Staffel beginnt mit dem Mord an dem ISA-Mitglied Steven Sharpe alias The Gambler, den die JSA aufzuklären versucht.

## Hintergrund
Im Juni 2018 beendete Geoff Johns seine Tätigkeit als Chief Creator Officer von DC Entertainment, wo er zuletzt für die Filme des DC Extended Universe verantwortlich war. Im folgenden Monat, am 19. Juli 2018, wurde bekanntgegeben, dass Johns stattdessen für das Streamingportal DC Universe die Serie Stargirl produzieren wird und hierzu auch das Drehbuch verfassen wird. Gemeinsam mit Greg Berlanti und Sarah Schechter bildet Johns das Executive-Producer-Team. Ferner wurde angekündigt, dass die erste Staffel 13 Episoden umfassen soll und die Unternehmen Warner Bros. Televisio, Johns’ Mad Ghost Productions sowie Berlanti Productions die verantwortlichen Produktionsunternehmen sind. Berlanti Productions produziert neben Stargirl auch die auf Figuren aus dem DC-Universum basierenden Serien des Arrowverse sowie für DC Universe die Serien Titans und Doom Patrol.
Die Titelrolle Stargirl alias Courtney Whitmore wurde mit Brec Bassinger besetzt, wie im September 2019 bekannt gemacht wurde. Die Rollenbesetzung von zahlreichen weiteren Figuren wurden bis Anfang 2019 bekanntgegeben, sodass die Dreharbeiten spätestens am 14. März 2019 in Marietta in Georgia begannen. Aufgrund steuerlicher Anreize fanden die Dreharbeiten in Atlanta statt.

## Besetzung und Synchronisation
Die deutschsprachige Synchronisation entsteht bei der Iyuno-SDI Media Germany GmbH in Berlin unter der Dialogregie von Jeffrey Wipprecht.

### Hauptbesetzung
| Rolle                                          | Schauspieler            | Hauptrolle | Nebenrolle                       | Synchronsprecher   |
| ---------------------------------------------- | ----------------------- | ---------- | -------------------------------- | ------------------ |
| Courtney Whitmore / Stargirl                   | Brec Bassinger          | 1.01–3.13  |                                  | Lisa May-Mitsching |
| Yolanda Montez / Wildcat                       | Yvette Monreal          | 1.01–3.13  |                                  | Daniela Molina     |
| Beth Chapel / Doctor Mid-Nite                  | Anjelika Washington     | 1.01–3.13  |                                  | Victoria Frenz     |
| Rick Tyler / Hourman                           | Cameron Gellman         | 1.01–3.13  |                                  | Nicolas Rathod     |
| Pat Dugan / S.T.R.I.P.E                        | Luke Wilson             | 1.01–3.13  |                                  | Markus Pfeiffer    |
| Mike Dugan                                     | Trae Romano             | 1.01–3.13  |                                  | Manik Gaschina     |
| Barbara Whitmore                               | Amy Smart               | 1.01–3.13  |                                  | Mareile Moeller    |
| Cindy Burman / Shiv                            | Meg DeLacy              | 1.01–3.13  |                                  | Laura Elßel        |
| Henry King Jr.                                 | Jake Austin Walker      | 1.01–1.13  | 2.07                             | Nicolás Artajo     |
| Henry King Sr. / Brainwave                     | Christopher James Baker | 1.01–1.13  | 2.07                             | Jaron Löwenberg    |
| Jordan Mahkent / Icicle                        | Neil Jackson            | 1.01–1.13  | 2.09, 3.10–3.13                  |                    |
| Cameron Mahkent                                | Hunter Sansone          | 1.02–3.13  |                                  | Tobias Diakow      |
| Eclipso (Stimme)                               | Nick E. Tarabay         | 2.01–2.06  | 1.13                             | Matti Klemm        |
| Eclipso (menschliche Form)                     | Nick E. Tarabay         | 2.06–2.13  |                                  | Matti Klemm        |
| Paula Brooks / Tigress                         | Joy Osmanski            | 3.01–3.10  | 1.01–1.13, 2.04, 2.13            | Anke Reitzenstein  |
| Lawrence „Crusher“ Crock / Sportsmaster        | Neil Hopkins            | 3.01–3.10  | 1.01–1.13, 2.04, 2.13            | Sascha Rotermund   |
| Sylvester Pemberton / Starman / Ultra-Humanite | Joel McHale             | 3.01–3.13  | 1.01, 1.13–2.01, 2.08–2.10, 2.13 | Norman Matt        |

### Nebenbesetzung
| Rolle                                   | Schauspieler  | Nebenrolle                                                        | Synchronsprecher  |
| --------------------------------------- | ------------- | ----------------------------------------------------------------- | ----------------- |
| Charles McNider / Dr. Mid-Nite (Stimme) | Henry Thomas  | 1.01–1.13                                                         | Timmo Niesner     |
| Charles McNider / Dr. Mid-Nite (Stimme) | Alex Collins  | 2.01–3.13                                                         | Timmo Niesner     |
| Charles McNider / Dr. Mid-Nite (Mensch) | Alex Collins  | 2.11–2.13, 3.04                                                   |                   |
| Justin / Shining Knight                 | Mark Ashworth | 1.01, 1.03, 1.05, 1.07, 1.09, 1.11–1.13                           | Rainer Fritzsche  |
| Steven Sharpe / The Gambler             | Eric Goins    | 1.01–1.03, 1.05–07, 1.09, 1.12–1.13, 3,01, 3.08                   | Leonhard Mahlich  |
| Artemis Crock                           | Stella Smith  | 1.01–1.02, 1.06, 1.13–2.01, 2.04–2.06, 2.13–3.01, 3.03, 3.09–3.13 | Ronja Peters      |
| Dr. Ito / Dragon King                   | Nelson Lee    | 1.04, 1.07–1.10, 1.12–1.13, 2.11, 3.13                            | Thomas Nero Wolff |
| Richard Swift / The Shade               | Jonathan Cake | 1.13, 2.02–2.06, 2.09–2.11, 2.13, 3.01–3.02, 3.07–3.08, 3.13      | Erich Räuker      |
| Jennie-Lynn Hayden                      | Ysa Penarejo  | 2.01–2.02, 2.10–2.13, 3.07–3.08                                   | Lina Rabea Mohr   |

### Gaststars aus demArrowverse
| Rolle                   | Schauspieler      | Nebenrolle | Synchronsprecher      |
| ----------------------- | ----------------- | ---------- | --------------------- |
| Jay Garrick / The Flash | John Wesley Shipp | 2.09, 3.13 | Pierre Peters-Arnolds |

## Ausstrahlung
Im März 2019 wurde angekündigt, dass Stargirl Anfang 2020 erscheinen soll. Im November 2019 wurde bekannt gegeben, dass die Serie ebenfalls auf dem Sender The CW ausgestrahlt wird. Die zweite Staffel der Serie lief in den Vereinigten Staaten vom 10. August bis zum 2. November 2021 auf The CW. Noch vor deren Ausstrahlung wurde eine dritte Staffel für 2022 in Auftrag gegeben. Diese lief vom 31. August bis 7. Dezember 2022 auf The CW.
Im deutschsprachigen Raum erfolgte die Ausstrahlung der ersten Staffel vom 11. April bis 21. Mai 2021 bei Sky One.

## Episodenliste

### Staffel 1
| Nr. (ges.) | Nr. (St.) | Deutscher Titel                  | Originaltitel                 | Erstausstrahlung USA | Deutschsprachige Erstausstrahlung (D) | Regie           | Drehbuch            |
| ---------- | --------- | -------------------------------- | ----------------------------- | -------------------- | ------------------------------------- | --------------- | ------------------- |
| 1          | 1         | Stargirl                         | Pilot                         | 18. Mai 2020         | 11. Apr. 2021                         | Glen Winter     | Geoff Johns         |
| 2          | 2         | S.T.R.I.P.E.                     | S.T.R.I.P.E.                  | 25. Mai 2020         | 11. Apr. 2021                         | Greg Beeman     | Geoff Johns         |
| 3          | 3         | Icicle                           | Icicle                        | 1. Juni 2020         | 18. Apr. 2021                         | Michael Nankin  | Colleen McGuinness  |
| 4          | 4         | Wildcat                          | Wildcat                       | 8. Juni 2020         | 18. Apr. 2021                         | Rob Hardy       | James Dale Robinson |
| 5          | 5         | Hourman und Dr. Mid-Nite         | Hourman and Dr. Mid-Nite      | 15. Juni 2020        | 25. Apr. 2021                         | David Straiton  | Melissa Carter      |
| 6          | 6         | Justice Society of America       | The Justice Society           | 22. Juni 2020        | 25. Apr. 2021                         | Chris Manley    | Taylor Streitz      |
| 7          | 7         | Die Tochter des Drachen (Teil 1) | Shiv Part One                 | 29. Juni 2020        | 2. Mai 2021                           | Lea Thompson    | Evan Ball           |
| 8          | 8         | Die Tochter des Drachen (Teil 2) | Shiv Part Two                 | 6. Juli 2020         | 2. Mai 2021                           | Geary McLeod    | Paula Sevenbergen   |
| 9          | 9         | Brainwave                        | Brainwave                     | 13. Juli 2020        | 9. Mai 2021                           | Tamra Davis     | Colleen McGuinness  |
| 10         | 10        | Brainwave Junior                 | Brainwave Jr.                 | 20. Juli 2020        | 9. Mai 2021                           | Andi Armaganian | James Dale Robinson |
| 11         | 11        | Die Sünden des Vaters            | Shining Knight                | 27. Juli 2020        | 16. Mai 2021                          | Jennifer Phang  | Geoff Johns         |
| 12         | 12        | Stars & S.T.R.I.P.E. (Teil 1)    | Stars & S.T.R.I.P.E. Part One | 3. Aug. 2020         | 16. Mai 2021                          | Toa Fraser      | Melissa Carter      |
| 13         | 13        | Stars & S.T.R.I.P.E. (Teil 2)    | Stars & S.T.R.I.P.E. Part Two | 10. Aug. 2020        | 21. Mai 2021                          | Greg Beeman     | Geoff Johns         |

### Staffel 2: Summer School
| Nr. (ges.) | Nr. (St.) | Deutscher Titel           | Originaltitel                   | Erstausstrahlung USA | Deutschsprachige Erstausstrahlung (D) | Regie                | Drehbuch                        |
| ---------- | --------- | ------------------------- | ------------------------------- | -------------------- | ------------------------------------- | -------------------- | ------------------------------- |
| 14         | 1         | Summer School: Kapitel 1  | Summer School: Chapter One      | 10. Aug. 2021        | 21. Nov. 2021                         | Andi Armaganian      | Geoff Johns                     |
| 15         | 2         | Summer School: Kapitel 2  | Summer School: Chapter Two      | 17. Aug. 2021        | 21. Nov. 2021                         | Andi Armaganian      | James Dale Robinson             |
| 16         | 3         | Summer School: Kapitel 3  | Summer School: Chapter Three    | 24. Aug. 2021        | 28. Nov. 2021                         | Lea Thompson         | Turi Meyer & Alfredo Septién    |
| 17         | 4         | Summer School: Kapitel 4  | Summer School: Chapter Four     | 31. Aug. 2021        | 28. Nov. 2021                         | Lea Thompson         | Taylor Streitz                  |
| 18         | 5         | Summer School: Kapitel 5  | Summer School: Chapter Five     | 7. Sep. 2021         | 5. Dez. 2021                          | Sheelin Choksey      | Steve Harper                    |
| 19         | 6         | Summer School: Kapitel 6  | Summer School: Chapter Six      | 14. Sep. 2021        | 5. Dez. 2021                          | Walter Carlos Garcia | Paula Sevenbergen               |
| 20         | 7         | Summer School: Kapitel 7  | Summer School: Chapter Seven    | 21. Sep. 2021        | 12. Dez. 2021                         | Sheelin Choksey      | Robbie Hyne                     |
| 21         | 8         | Summer School: Kapitel 8  | Summer School: Chapter Eight    | 28. Sep. 2021        | 12. Dez. 2021                         | Andi Armaganian      | Steve Harper                    |
| 22         | 9         | Summer School: Kapitel 9  | Summer School: Chapter Nine     | 5. Okt. 2021         | 19. Dez. 2021                         | Andi Armaganian      | Alfredo Septién & Turi Meyer    |
| 23         | 10        | Summer School: Kapitel 10 | Summer School: Chapter Ten      | 12. Okt. 2021        | 19. Dez. 2021                         | Sheelin Choksey      | Taylor Streitz                  |
| 24         | 11        | Summer School: Kapitel 11 | Summer School: Chapter Eleven   | 19. Okt. 2021        | 2. Jan. 2022                          | Sheelin Choksey      | Paula Sevenbergen & Robbie Hyne |
| 25         | 12        | Summer School: Kapitel 12 | Summer School: Chapter Twelve   | 26. Okt. 2021        | 9. Jan. 2022                          | Greg Beeman          | James Dale Robinson             |
| 26         | 13        | Summer School: Kapitel 13 | Summer School: Chapter Thirteen | 2. Nov. 2021         | 9. Jan. 2022                          | Greg Beeman          | Geoff Johns                     |

### Staffel 3: Frenemies
| Nr. (ges.) | Nr. (St.) | Deutscher Titel                                                            | Originaltitel                                                                  | Erstausstrahlung USA | Deutschsprachige Erstausstrahlung (D) | Regie                | Drehbuch                                    |
| ---------- | --------- | -------------------------------------------------------------------------- | ------------------------------------------------------------------------------ | -------------------- | ------------------------------------- | -------------------- | ------------------------------------------- |
| 27         | 1         | Kapitel Eins – Der Mord                                                    | Frenemies – Chapter One: The Murder                                            | 31. Aug. 2022        | 12. Feb. 2023                         | Andi Armaganian      | Geoff Johns                                 |
| 28         | 2         | Kapitel Zwei – Die Verdächtigen                                            | Frenemies – Chapter Two: The Suspects                                          | 7. Sep. 2022         | 12. Feb. 2023                         | Andi Armaganian      | Robbie Hyne                                 |
| 29         | 3         | Kapitel Drei – Der Erpresser                                               | Frenemies – Chapter Three: The Blackmail                                       | 14. Sep. 2022        | 19. Feb. 2023                         | Walter Carlos Garcia | Taylor Streitz                              |
| 30         | 4         | Kapitel Vier – Der Hinweis                                                 | Frenemies – Chapter Four: The Evidence                                         | 21. Sep. 2022        | 19. Feb. 2023                         | Walter Carlos Garcia | Paula Sevenbergen                           |
| 31         | 5         | Kapitel Fünf – Die Diebin                                                  | Frenemies – Chapter Five: The Thief                                            | 5. Okt. 2022         | 26. Feb. 2023                         | Lea Thompson         | Steve Harper                                |
| 32         | 6         | Kapitel Sechs – Der Verrat                                                 | Frenemies – Chapter Six: The Betrayal                                          | 12. Okt. 2022        | 26. Feb. 2023                         | Lea Thompson         | Alfredo Septién & Turi Meyer                |
| 33         | 7         | Kapitel Sieben – Infinity Inc. Teil Eins                                   | Frenemies – Chapter Seven: Infinity Inc.: Part One                             | 19. Okt. 2022        | 5. März 2023                          | Glen Winter          | James Dale Robinson                         |
| 34         | 8         | Kapitel Acht – Infinity Inc. Teil Zwei                                     | Frenemies – Chapter Eight: Infinity Inc.: Part Two                             | 26. Okt. 2022        | 5. März 2023                          | Glen Winter          | Paula Sevenbergen & Robbie Hyne             |
| 35         | 9         | Kapitel Neun – Die Monster                                                 | Frenemies – Chapter Nine: The Monsters                                         | 2. Nov. 2022         | 12. März 2023                         | Andi Armaganian      | Geoff Johns                                 |
| 36         | 10        | Kapitel Zehn – Der Mörder                                                  | Frenemies – Chapter Ten: The Killer                                            | 9. Nov. 2022         | 12. März 2023                         | Andi Armaganian      | James Dale Robinson & Taylor Streitz        |
| 37         | 11        | Kapitel Elf – Die Verfolgung                                               | Frenemies – Chapter Eleven: The Haunting                                       | 16. Nov. 2022        | 19. März 2023                         | Jennifer Phang       | Steve Harper & Maytal Zchut                 |
| 38         | 12        | Kapitel Zwölf – Der letzte Wille und das Testament von Sylvester Pemberton | Frenemies – Chapter Twelve: The Last Will and Testament of Sylvester Pemberton | 30. Nov. 2022        | 19. März 2023                         | Jennifer Phang       | Steve Harper & Turi Meyer & Alfredo Septien |
| 39         | 13        | Kapitel Dreizehn – Die Abrechnung                                          | Frenemies – Chapter Thirteen: The Reckoning                                    | 7. Dez. 2022         | 19. März 2023                         | Walter Carlos Garcia | Geoff Johns                                 |